# Планиковац
Планиковац је ненасељено острвце у хрватском дијелу Јадранског мора. Налази се у групи Паклених отока у средњој Далмацији сјеверозападно од острвца Маринковац од којег је одвојен 300 m широким морским пролазом Ждрилица. Западно од Планинковца се налази острвце Боровац од којег је одвојен 50 m широким морским пролазом Мало ждрило. Његова површина износи 0,101 km², док дужина обалске линије износи 1,26 km. Највиши врх је висок 27 m. Административно припада Граду Хвару у Сплитско-далматинској жупанији.